# Trichosirocalus troglodytes

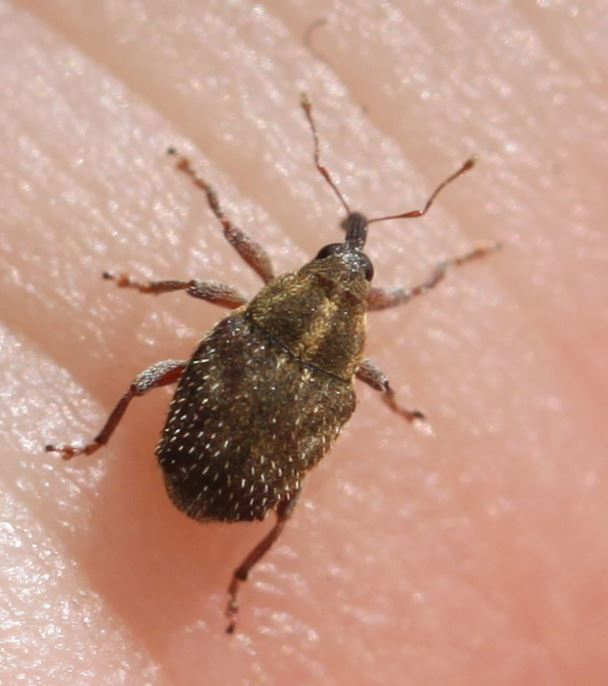
Trichosirocalus troglodytes, Dorsalansicht

Trichosirocalus troglodytes ist eine Käfer-Art aus der Familie der Rüsselkäfer (Curculionidae).

## Merkmale
Die Käfer sind (ohne Rüssel) 2,3–2,9 mm lang. Sie sind meist rotbraun bis dunkelbraun gefärbt mit mehreren weißlichen Längsstreifen. Über die Flügeldecken verlaufen Reihen heller aufragender Borsten. Die vorderen Tibien der Männchen weisen einen Dorn auf.

## Verbreitung
Die Art kommt in weiten Teilen Europas vor. Sie ist auf den Britischen Inseln und in Skandinavien vertreten. In Mitteleuropa gilt die Art als nicht selten. Im Süden reicht das Vorkommen bis ins westliche Nordafrika, im Osten bis nach Vorderasien und Sibirien.

## Lebensweise
Die überwinternden Imagines beobachtet man ab Mitte März. Im Frühjahr legen die Weibchen ihre Eier an Spitzwegerich (Plantago lanceolata) ab. Die geschlüpften Larven bohren sich in ihre Wirtspflanze und entwickeln sich in deren Stiel. Die Verpuppung findet später im Boden statt. Ab Juli erscheinen die Imagines der neuen Generation.

## Gefährdung
Die Art gilt in Deutschland als ungefährdet.

## Taxonomie
In der Literatur finden sich folgende Synonyme:
- Curculio troglodytes Fabricius, 1787
- Curculio canescens Marsham, 1802
- Curculio pusio Panzer, 1794
- Curculio spiniger Herbst, 1795